# Precision Club
Precision Club lub po prostu Precision jest brydżowym systemem licytacyjnym opracowanym w latach sześćdziesiątych przez C. C. Wei.
"Precision" jest oparte na bazie "silnego trefla" – tylko odzywka 1♣ jest silna i forsująca (pokazuje rękę od 16PH), wszystkie inne otwarcia mają siłę ograniczoną do 15PH (choć w oryginalnej wersji tego systemu był jeden wyjątek – otwarcie 2BA pokazywało 22-23PH na układzie zrównoważonym). Po otwarciu 1♣ i odpowiedzi pozytywnej oryginalne Precision używało odzywek typu OSW, formy relayów.
Charakterystycznym otwarciem w pierwszej wersji "Precision" była odzywka 2♦ pokazujące rękę z siłą 11-15PH i układem trójkolorowym z krótkością karo, w nowoczesnych odmianach "Precision" najczęściej używa się innych rozwiązań.
Otwarcia 1♠ i 1♥ są z piątek, 2♣ pokazuje rękę z sześcioma treflami lub pięcioma treflami i starszą czwórką, a 1BA pokazuje 13-15PH.
W pierwotnym systemie 1♦ było naturalne, we współczesnych wersjach tego systemu większość par używa "przygotowawczego 1♦" włączając do niego wszystkie układy rąk niemieszczące się w odzywkach 1♠ i 1♥, 2♣ i 1BA.
Otwarcia w pierwszej wersji Precision wyglądały następująco:
1♣ 16+ z dowolnym układem,
1♦ 11-15, naturalne z 5+♦,
1♥/♠ 11-15 z kolorem 5+,
1BA 13-15 w układzie zrównoważonym,
2♣ 11-15 w 6+♣ lub 5+♣ i czwórką starszą,
2♦ 11-15 z układem 4=4=1=4 (singleton karo), dopuszczalne są także układy 4=3=1=5, 3=4=1=5 lub 4=4=0=5 z bardzo słabymi treflami (zbyt słabymi na otwarcie 2♣),
2♥/♠ to słabe dwa,
2BA to 22-23PH w układzie zrównoważonym.
Większość współczesnych odmian Precision używa innych otwarć 1♦, 2♦ i 2BA, a czasami nawet 1BA i 2♣. Na przykład Match Point Precision używa otwarcia 1BA z siłą 12-15 ale bez starszej czwórki, 2♣ to tylko układ jednokolorowy z treflami lub dwukolorowy z treflami i karami, a 2♦ to słabe dwa, a wszystkie ręce nie mieszczące się w tych otwarciach otwierane są przez 1♦ (od układów 4=4=0=5, poprzez zrównoważone ręce ze starszymi czwórkami, aż do naturalnych otwarć karowych).